# Almirante Montt (AO-52)
El Almirante Montt (AO-52), ex USNS Andrew J. Higgins (T-AO-190), es un buque de aprovisionamiento de la clase Henry J. Kaiser en servicio con la Armada de Chile.

## Construcción
Fue construido por Avondale Industries (Westwego, Luisiana). Fue colocada la quilla el 21 de noviembre de 1985. Fue botado el casco el 17 de enero de 1987 y asignado el 22 de octubre del mismo año.

## Historia de servicio
Se lo retiró del servicio en 1996. En 2009 fue vendido a Chile y en 2010 fue asignado en la marina de guerra de este país. Su nombre USNS Andrew J. Higgins (T-AO-190) cambió a Almirante Montt (AO-52).